# Javier Milei
Javier Gerardo Milei (Palermo, Buenos Aires, 22 oktober 1970) is een Argentijns econoom en politicus. Van 2021 tot 2023 was hij lid van het Argentijnse Huis van Afgevaardigden namens de conservatief-libertaire partij Avanza Libertad. Sinds 10 december 2023 is hij president van Argentinië.

## Biografie

### Jeugd en opleiding
Milei werd in 1970 geboren in Buenos Aires. Zijn familie is van Italiaanse afkomst en behoort dus tot de grote Italo-Argentijnse gemeenschap. Op latere leeftijd gaf hij aan dat hij als kind geslagen en beledigd werd door zijn ouders.
In zijn jeugd speelde Milei als doelman voor Chacarita Juniors. Op achttienjarige leeftijd besloot hij te stoppen met voetballen en zich toe te leggen op een economische carrière. Dat deed hij naar aanleiding van de hyperinflatie tijdens het presidentschap van Raúl Alfonsín. Hij behaalde een diploma economie aan de universiteit van Belgrano en behaalde nadien nog twee masterdiploma's. Na afloop van zijn studies ging hij economie doceren.

### Politieke carrière
In 2020 richtte hij de conservatief-libertaire partij Avanza Libertad op, waarvan hij voorzitter werd. In 2021 werd hij lid van het Argentijnse Huis van Afgevaardigden. Dankzij zijn agressieve stijl en extreme standpunten won hij sindsdien aan populariteit.
Milei stelde zich kandidaat voor de Argentijnse presidentsverkiezingen van 2023. Tijdens de voorverkiezingen behaalde hij onverwacht meer dan 30% van de stemmen. Daardoor werd hij een van de favorieten om de verkiezingen te winnen. Tijdens de eerste verkiezingsronde op zondag 22 oktober kreeg zijn tegenkandidaat Sergio Massa, de huidige minister van Economie in Argentinië, 36% van de stemmen en Milei kreeg er ruim 30%. Op 19 november 2023 was er een tweede ronde die Milei won met 56% van de stemmen. Zijn partij behaalde zeven zetels, van de 72, in de senaat en 38 van de 257 zetels in Kamer van Afgevaardigden, om zijn beleid door te voeren is de hulp van andere partijen noodzakelijk. Op 10 december 2023 werd hij beëdigd als president.
Milei knoopte hartelijke betrekkingen aan met Elon Musk, met wie hij ook zakelijke afspraken maakte. Die leverden met name voor het Tesla-bedrijf voordelen op, terwijl de betrokken politicus een prominent podium kreeg via X (voorheen Twitter).

## Opvattingen
Milei staat bekend om zijn uitgesproken opvattingen. Zo beweert hij onder andere dat de opwarming van de aarde "een socialistische leugen" is. Ook wil hij de legalisering van abortus, die in 2020 goedgekeurd werd, ongedaan maken. Echter heeft Milei hierover beloofd een referendum te zullen houden. Zijn opvattingen over vrijheid wil hij doortrekken naar het onderwijssysteem, door basisonderwijs niet langer te verplichten. Ook van vrije wapendracht is hij een voorstander. Milei heeft echter progressieve standpunten ingenomen over drugs en LGBT-rechten.
Op economisch vlak wil hij een radicaal libertarisch beleid invoeren. Zo wil hij onder andere alternatieven voorzien voor Argentijnen die geen belastingen willen betalen. Daarnaast wil hij de Argentijnse Centrale Bank afschaffen. Ook wil hij de aan inflatie onderhevige Argentijnse peso vervangen door de dollar. Milei wil snijden in overheidsuitgaven door te bezuinigen op overheidspersoneel, het aantal ministeries van achttien terugbrengen naar acht, sociale voorzieningen inperken en privatisering van staatsbedrijven.
Als het gaat om buitenlands beleid is Milei voor betere betrekkingen met de Verenigde Staten en Israël. Hij is een tegenstander van de regimes in de Volksrepubliek China en Rusland. Zijn mening over die landen komt voort uit hun inperkingen op 'vrijheid'. Milei is een aanjager van vrijhandel.

## Beleidsmaatregelen
Direct na zijn aantreden maakte hij een forse depreciatie van de peso bekend, deze daalde in een stap van 365 peso per Amerikaanse dollar naar 800 peso. Verder werd de energiesubsidie verlaagd en publieke bouwprojecten die nog niet zijn begonnen, uitgesteld. De regering wil in de uitgaven snijden om daarmee het begrotingstekort te verkleinen. Milei heeft de bevolking gewaarschuwd dat deze maatregelen pijn doen, maar absoluut noodzakelijk zijn. Zo'n 40% van de bevolking leeft onder de armoedegrens en de lagere subsidies en de depreciatie van de peso maken de import van goederen en daardoor het leven duurder.
Op 28 december 2023 stuurde hij een groot pakket met maatregelen naar het parlement. Controversieel in dit pakket is zijn voorstel om voor twee jaar te regeren, tot 31 december 2025 met een optie voor een verlenging met nog eens twee jaar, waarbij het parlement deels buitenspel wordt gezet. De maatregelen betreffen onder meer verandering in het belastingsysteem, het kiesrecht en de overheidsfinanciën. Meer specifiek wil hij 41 staatbedrijven privatiseren, de introductie van een algemene exportbelasting van 15% op de waarde van de uitvoer, belastingvrijstelling voor Argentijnen die buitenlands vermogen terughalen naar het land en geen limieten op de hoeveelheid staatsschuld in buitenlandse handen. Voor 31 januari 2024 moeten zijn voorstellen in het parlement zijn besproken.

## Persoonlijk

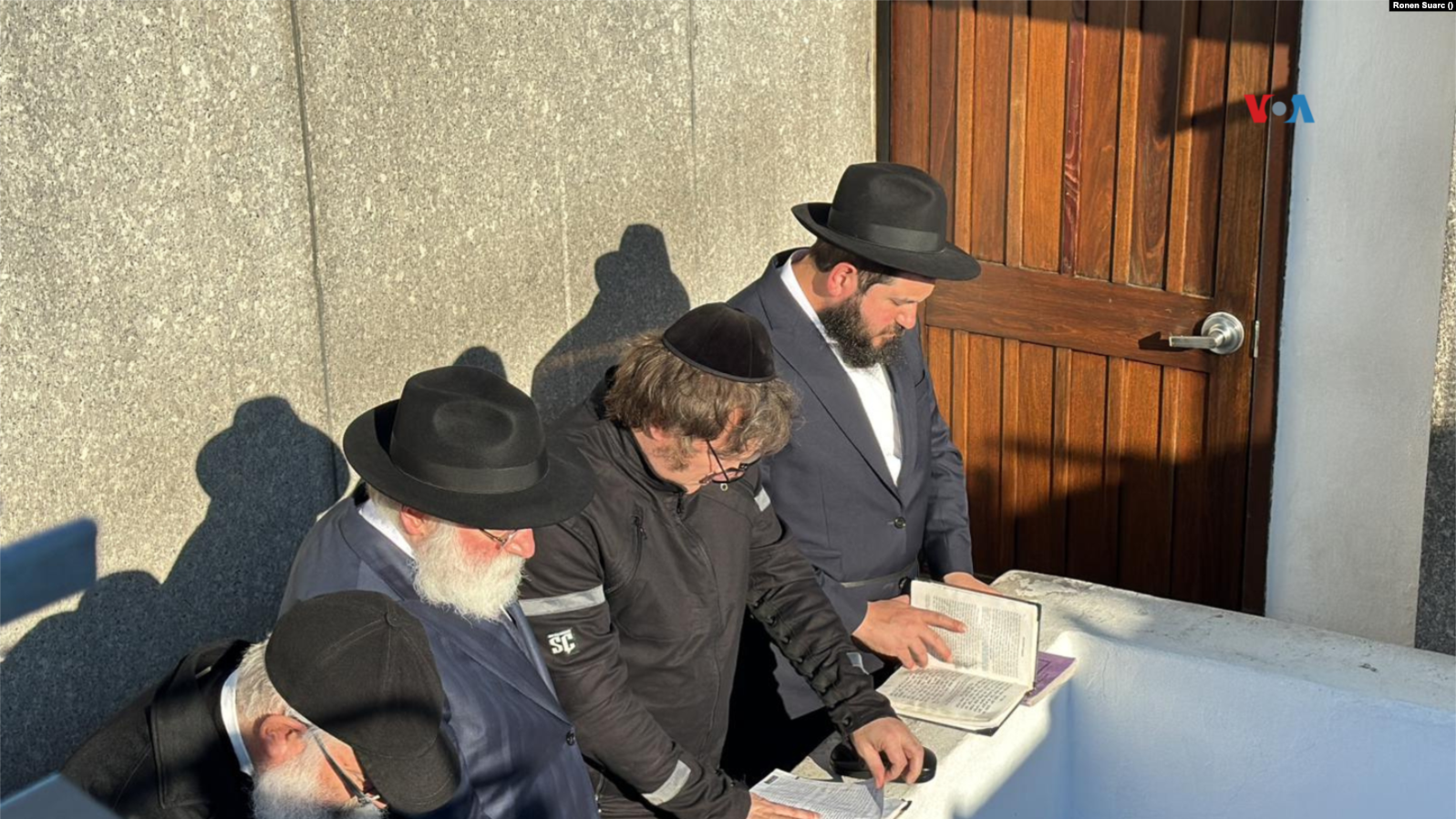
Milei (midden) bidt bij het graf van Menachem Mendel Schneerson op 27 november 2023

Terwijl hij katholiek werd opgevoed, was Milei kritisch over de katholieke kerk onder Paus Franciscus. Milei leest dagelijks de Thora en heeft het graf van rabbijn Menachem Mendel Schneerson bezocht. Vóór november 2023 zei Milei dat hij had overwogen zich tot het Jodendom te bekeren, maar dat het houden van de sabbat uitdagingen zou kunnen opleveren als hij president zou worden. Toen hij tot president werd gekozen, werd gemeld dat Milei van plan was zich tot het Jodendom te bekeren.

## Trivia
- Milei heeft verschillende bijnamen, waaronder "de anarcho-kapitalist", "de rockstereconoom", "de leeuw" en "de Argentijnse Trump".[4][3]
- Hij heeft vijf honden: Conan, Murray, Milton, Robert en Lucas, allen gekloond van een eerdere Conan, die hij beschouwt als "letterlijk zijn zoon".[15] De laatste vier zijn genoemd naar enkele van zijn favoriete liberale economen: Murray Rothbard, Milton Friedman en Robert Lucas.[16] Hij gelooft dat elk van de honden hem in een verschillend domein adviseert en noemt hen zijn "beste strategen".